# Мужчина нарасхват
«Мужчи́на нарасхва́т» (англ. Playing for Keeps) — фильм режиссёра Габриеля Муччино. Премьера в США состоялась 7 декабря 2012 года, в России — 6 декабря 2012 года.

## Сюжет
В жизни бывшей звезды спорта из Шотландии Джорджа Драера (Джерард Батлер) наступают тяжёлые времена — от него уходит жена, карьера тоже не ладится. Джордж не особенно активен в жизни и больше плывёт по течению. Он перебирается в Вирджинию, где по воскресеньям может видеть своего 9-летнего сына Льюиса и попытаться восстановить взаимоотношения с бывшей супругой Стейси (Джессика Бил). Здесь он обнаруживает, что тренер по футболу местной школьной команды явно не справляется со своей работой, и предлагает свои услуги.
Мамы юных спортсменов, каждая со своей сложной личной жизнью, быстро замечают появление привлекательного тренера. Патти, Дениз и Барб флиртуют с Джорджем и соревнуются за его сердце. Дениз даже нанимает няню своим детям, чтобы ничего не мешало развивающемуся роману. Она предлагает ему потенциальную должность спортивного комментатора ESPN — работа, о которой Джордж мог только мечтать. Занятия футболом с мальчишками постепенно меняют характер Джорджа. Ради близости с сыном и Стейси Джордж готов пойти на жертвы.

## В ролях
- Джерард Батлер — Джордж
- Джессика Бил — Стейси
- Ноа Ломакс — Льюис
- Деннис Куэйд — Карл
- Ума Турман — Пэтти
- Кэтрин Зета-Джонс — Дениз
- Джеймс Таппер — Мэтт
- Джуди Грир — Барб

## Создание
23 февраля 2011 года было подтверждено, что Джерард Батлер сыграет главную роль в фильме. 7 мая 2011 года проводился кастинг в массовку.
Съёмки начались в конце марта 2011 года и проходили на киностудии Millennium Studios и в Шривпорте, Луизиана.
16 июля 2012 года FilmDistrict изменила название фильма с «Playing the Field» на «Playing for Keeps».